# Авиохоризонт
Авиохоризонт е уред, показващ положението на самолета спрямо хоризонта. Чрез него се определят напречният и надлъжният наклон на самолета. Конструиран е на принципа на жироскопа. Той е част от вакуумната система на самолета или на друго въздухоплавателно средство. При всички самолети този уред е наличен, като при големите пътнически и транспортни самолети се използват няколко, независими един от друг, като един от тях задължително е механичен и не е част от електронните системи на въздухоплавателното средство.
Авиохоризонтът представлява сфера, в която са поставени три валяка, които се въртят с големи обороти и запазват пространсвеното си положение, независимо от центробежните сили. Тези валяци са разположени на 90 градуса така, че да образуват триизмерно пространсво, и жироскопичните сили задържат сферата в едно и също положение. Сферата може да се използва и като компас, но за целта преди старта трябва да се осевери — застопори на север. Захранването на трите електромотора става чрез самоиндукция на трифазен променлив ток. Това е механичния авиохоризонт — има и електронни, както и други, които сверяват разстоянието на крилата до повърхността на земята, но най-надеждният авиохоризонт е механичният или жироскопичният. Уредът се използва в облаци и сложни метеорологични условия — при полет в облаци пилотът губи представа за положението на самолета спрямо хоризонта. Без такъв уред полетът в облаци е невъзможен или много труден.